# 컨시어지

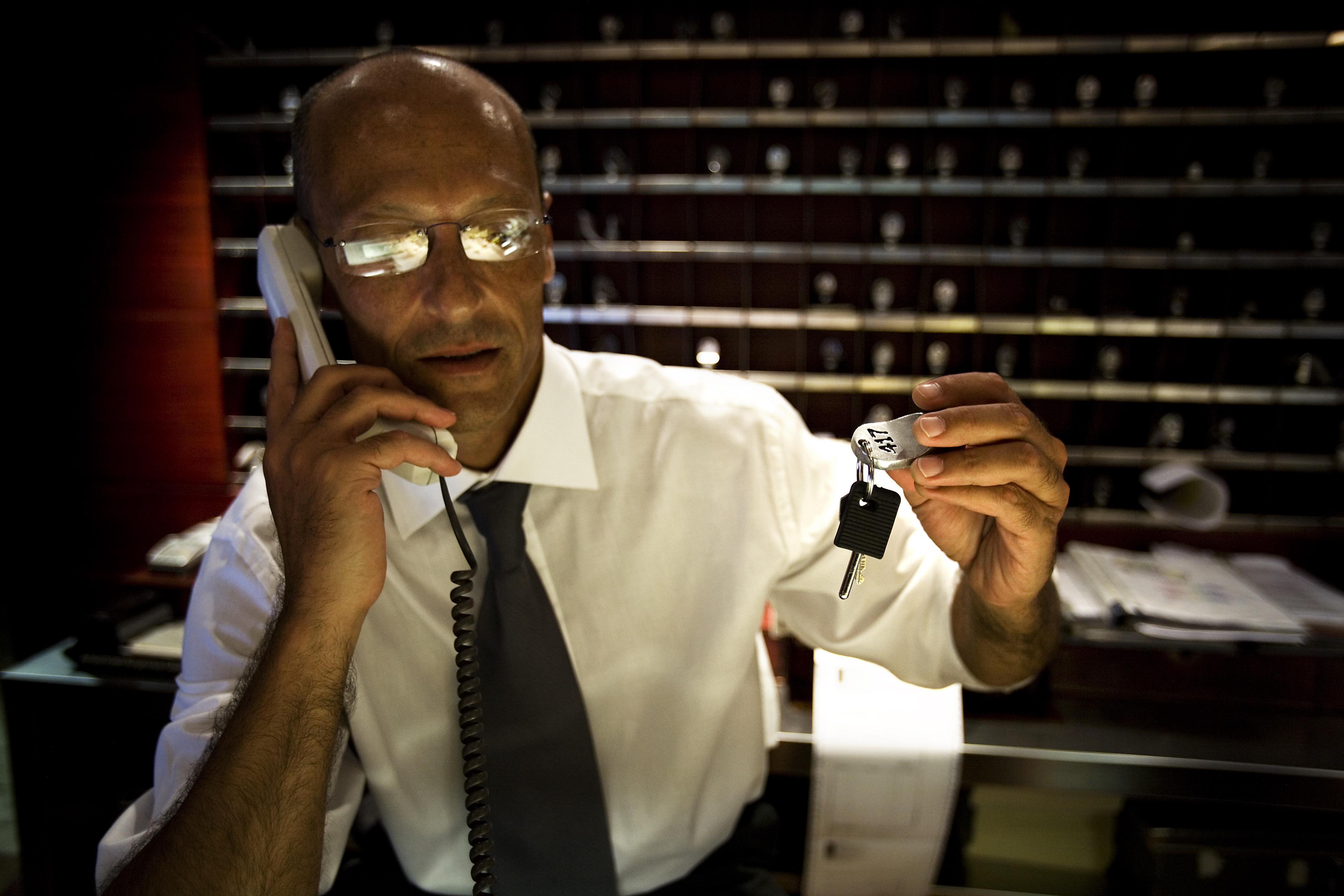
컨시어지

컨시어지(영어: concierge 콘시어지[*], 프랑스어: concierge 콩시에르주[*])는 서비스업의 일종이다. 프랑스에서는 콩시에르주는 본래 공동 주택의 관리인 정도의 뜻 밖에 없는 낱말이었다. 하지만 현재에 들어서는 호텔에서 손님에게 모든 서비스의 처리를 담당하는 사람의 직위로 사용되고 있다.

## 같이 보기
- 도어맨